# Donaueschingen

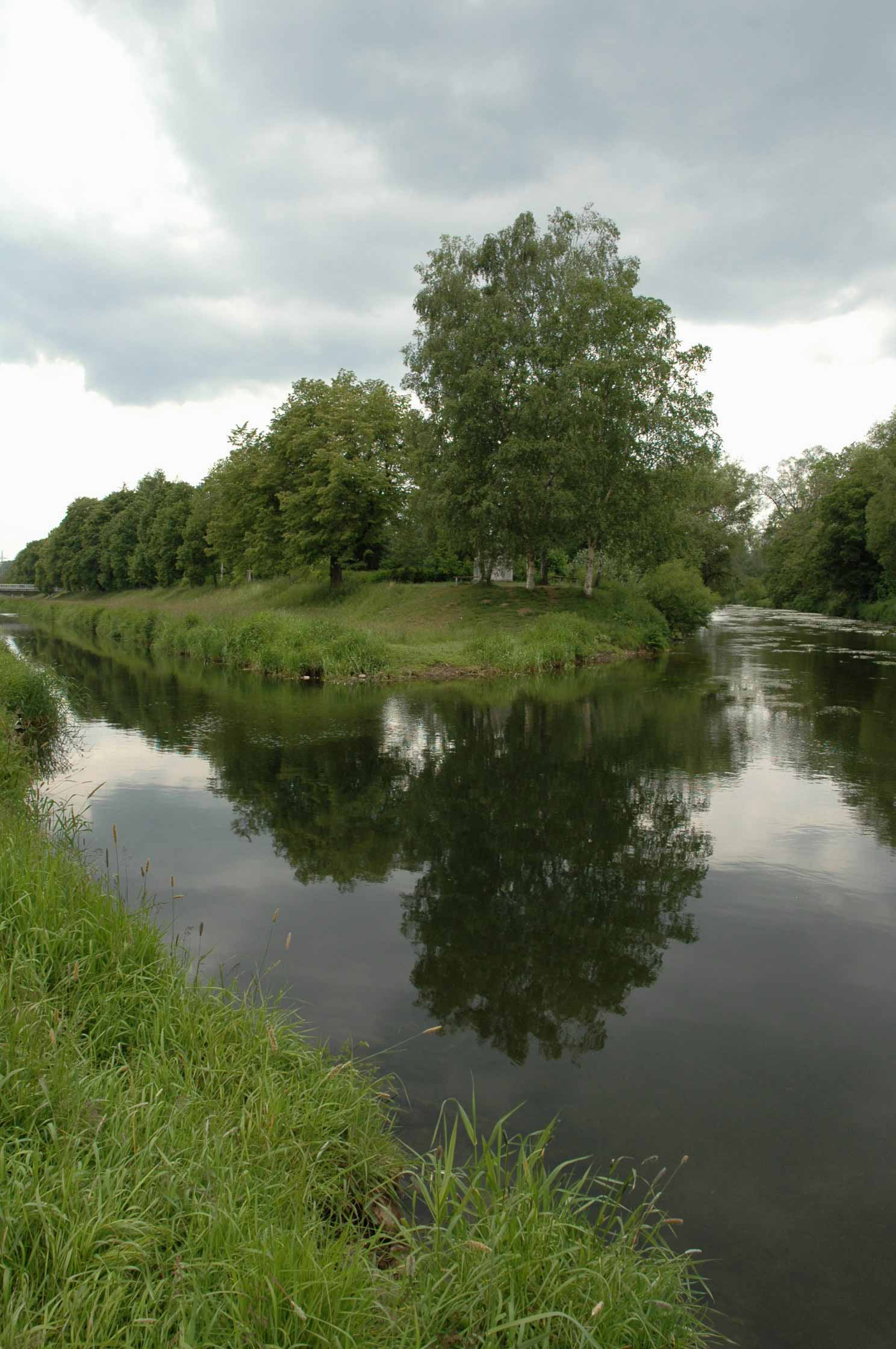
Brigach și Breg unindu-se pentru a forma Dunărea în orașul Donaueschingen

Donaueschingen este un oraș în districtul Schwarzwald-Baar din partea de sud-vest a landului Baden-Württemberg, Germania. În acest oraș se unesc două cursuri de apă - Brigach și Breg, dând naștere Dunării.

## Geografie

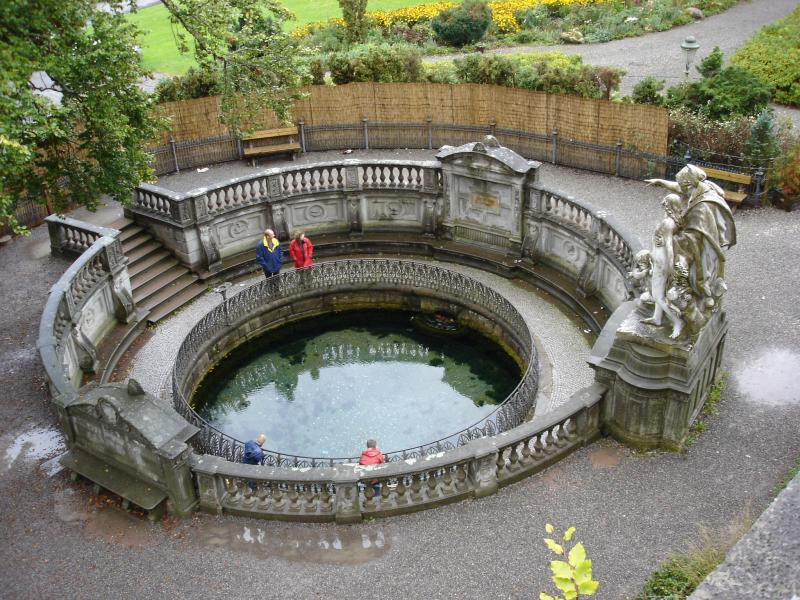
Izvorul carstic Donaubach din grădinile castelului princiar Fürstenberg, cândva considerat a fi sursa Dunării

Donaueschingen este situat în regiunea Baar din sudul Munților Pădurea Neagră, la confluența celor două izvoare dunărene Brege și Brigach, care  se unesc la est de Donaueschingen și de la care orașul își ia numele (în traducere Obârșia Dunării). Aria metropolitană se extinde de la granitele și gnaisele din Munții Pădurea Neagră, cuprinzând formațiunile triasice ale grohotișurilor din zona Schwarzwald-Baar și de la poalele Munților Jura Suabă, expunând toate straturile geologice ale reliefului de cueste din sudul Germaniei. Înălțimile scad de la 1020 m în Munții Pădurea Neagră la 660 m în Platoul Baar, pentru a crește din nou la peste 900 de metri în Munții Jura Suabă. Un model al extraordinarei complexități geologice a regiunii în care e situat orașul, poate fi văzut din parcul aflat vizavi de gară.
Orașul este situat aproape de lacul Titisee și la mai puțin de o oră de mers cu mașina față de Elveția și Franța.

## Istorie

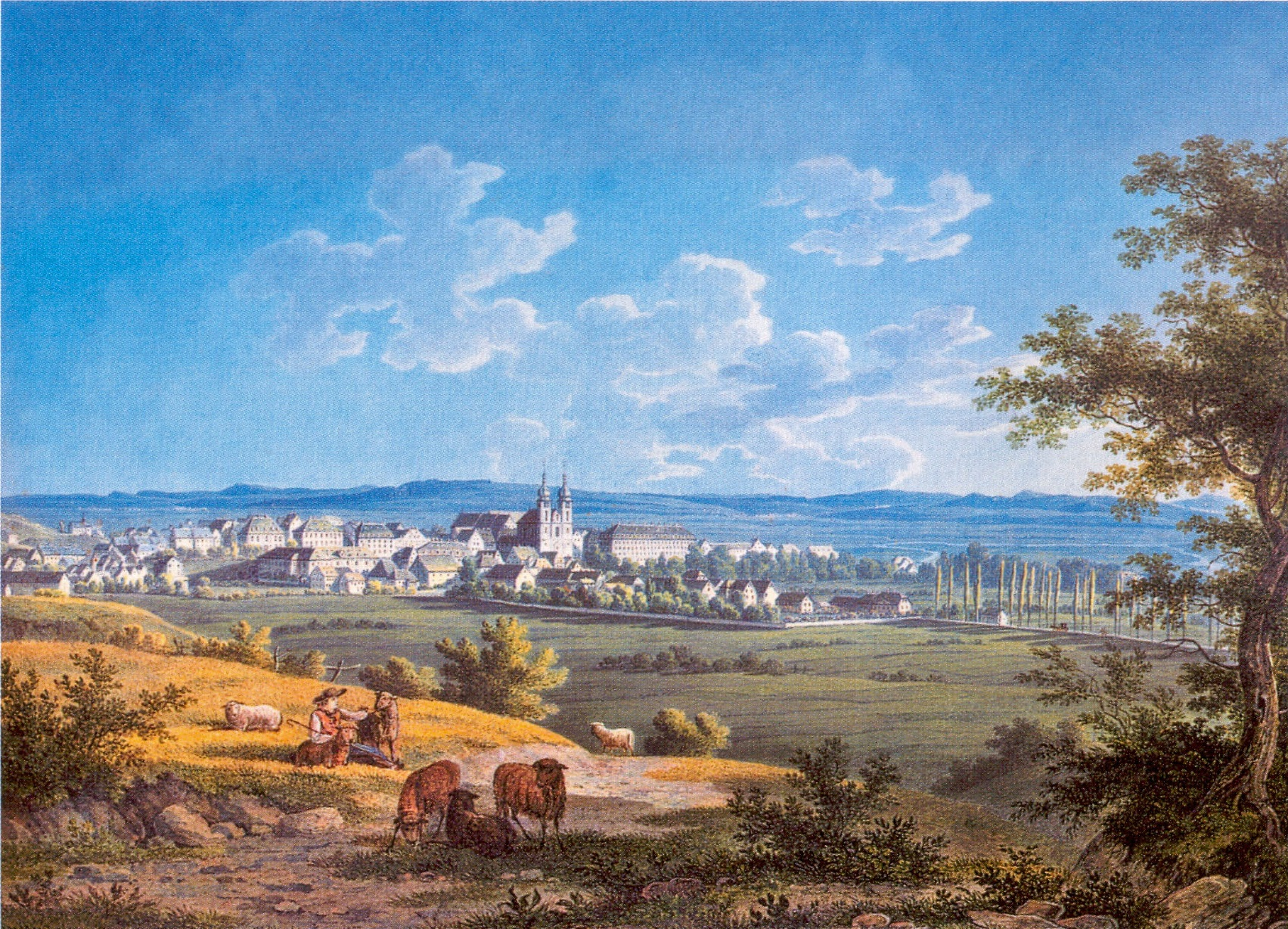
Oraşul Donaueschingen în 1827

Donaueschingen este menționat documentar pentru prima oară sub mumele de Esginga în 889; forma modernă a numelui este menționată prima dată în 1292. În 1283, Rudolph I al Germaniei a dăruit principatul Baar și Donaueschingen lui Heinrich von Fürstenberg. Dreptul de posesiune includea și dreptul de a fabrica bere. Așa a apărut Berăria Regală Fürstenberg. În 1488 domeniul a trecut în posesiunea Contelui de Fürstenberg-Baar. Începând cu secolul XVIII a fost reședința prinților de Fürstenberg. În 1806, Donaueschingen a ajuns sub guvernarea Marelui Ducat de Baden și i s-a conferit statutul de oraș în 1810. O mare parte din oraș a fost distrus de un incendiu în 1908. Donaueschingen are o lungă tradiție de garnizoană militară; în timpul celui de-al Doilea Război Mondial armata franceză a avut o garnizoană aici, iar până în 1990 SUA au operat un spital militar. Spitalul nu a primit niciodată un număr mare de răniți din operațiuni militare; a avut o activitate mai intensă în 1989 când SUA au oferit facilitățile ca adăpost temporar pentru refugiații veniți din Germania de Est.

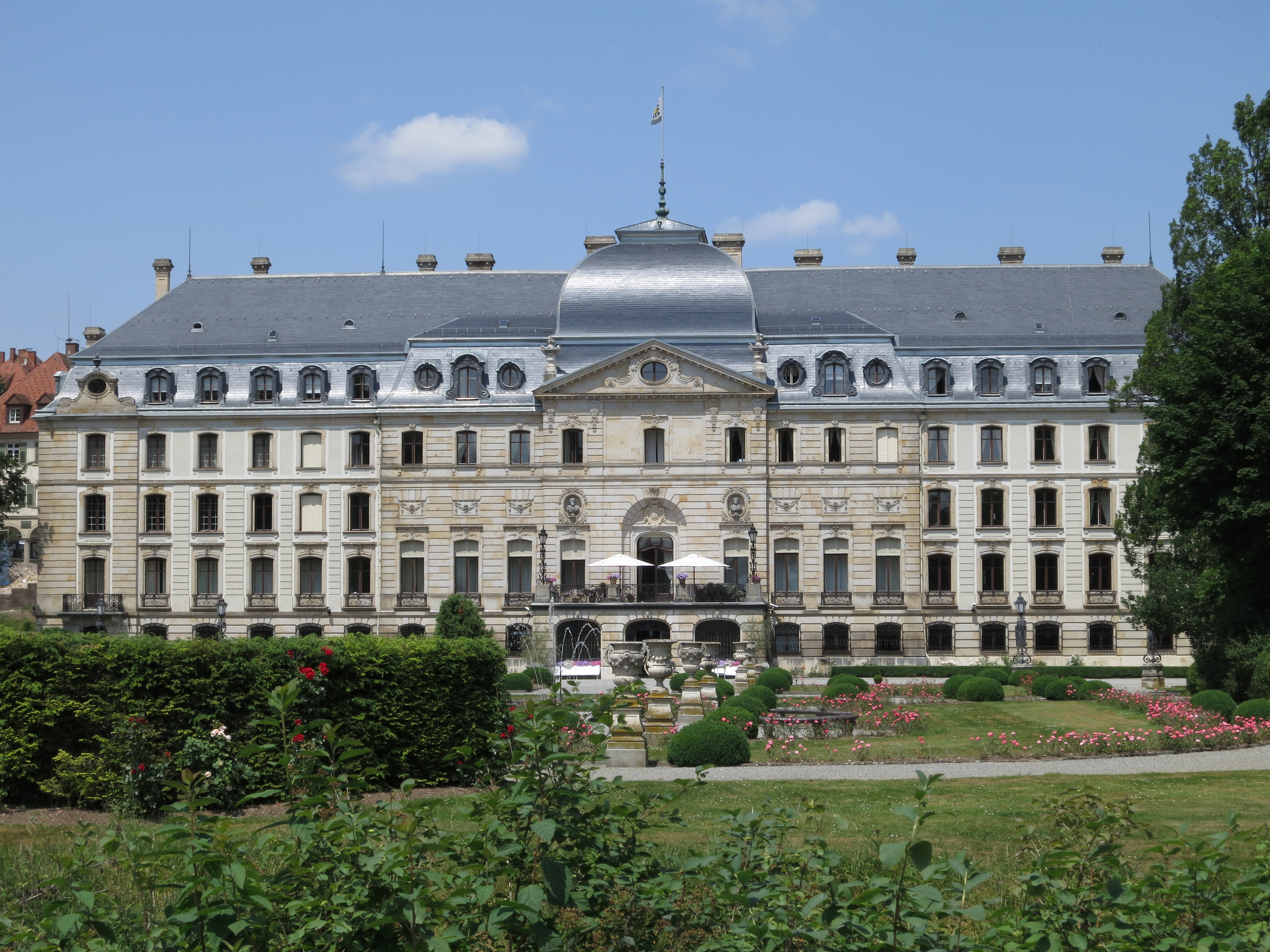
Palatul prinților de Fürstenberg din Donaueschingen

Deși Prinții de Fürstenberg au fost deposedați de titlul de conducători ai Principatului, încă dețin proprietăți uriașe, încluzând palatul, parcurile și grădinile care îl înconjoară. Grădinile palatului, care erau deschise publicului larg și singurul parc accesibil cetățenilor orașului, începând din anul 1806, au acum accesul restricționat. Familia nobiliară Fürstenberg a avut în proprietate și un valoros manuscris al Cântecului Nibelungilor, vândut în 2001. Vechea berărie a fost de asemenea vândută.

## Demografie
| Anul / Data        | Numărul locuitorilor |
| ------------------ | -------------------- |
| 1750               | 1.800                |
| 1812               | 2.032                |
| 1830               | 3.023                |
| 1852               | 3.012                |
| 1855               | 2.758                |
| 1858               | 2.821                |
| 1860               | 2.980                |
| 1 decembrie 1871   | 3.109                |
| 1 decembrie 1880 ¹ | 3.522                |
| 1 decembrie 1900 ¹ | 3.758                |
| 1 decembrie 1910 ¹ | 4.077                |
| 16 iunie 1925 ¹    | 5.002                |
| 16 iunie 1933 ¹    | 6.260                |
| 17 mai 1939 ¹      | 8.901                |

| Anul / Data          | Numărul locuitorilor |
| -------------------- | -------------------- |
| 13 septembrie 1950 ¹ | 7.941                |
| 6 iunie 1961 ¹       | 10.715               |
| 27 mai 1970 ¹        | 11.648               |
| 31 decembrie 1975    | 17.578               |
| 31 decembrie 1980    | 17.762               |
| 27 mai 1987 ¹        | 18.196               |
| 31 decembrie 1990    | 19.341               |
| 31 decembrie 1992    | 20.141               |
| 31 decembrie 1995    | 20.716               |
| 31 decembrie 2000    | 21.265               |
| 31 decembrie 2005    | 21.439               |
| 31 decembrie 2012    | 21.088               |

¹ Rezultatul Recensământului

## Guvernare
Alegerile locale din anul 2014 au avut următoarele rezultate:
Uniunea Creștin-Democrată     13 mandate
Partidul Liberal Democrat                                               6 mandate
Partidul Social Democrat      6 mandate
Alianța 90/Ecologiști                                                   6 mandate
Independenți                                                            5 mandate

### Primarii orașului Donaueschingen, începând din anul 1800
- 1800–1811: Johann Hirt
- 1811–1817: Johann Engesser
- 1817–1820: Johann Georg Seyfried
- 1820–1826: Josef Heinemann
- 1826–1828: von Würthenau
- 1828–1833: Johann Georg Seyfried
- 1833–1838: Josef Heinemann
- 1840–1848: Johann Raus
- 1848: Albert Willibald
- 1849: Johann Raus
- 1849–1852: Nikolaus Gall
- 1852–1854: Ludwig Kirsner
- 1854–1866: Karl Gleichauf
- 1866–1885: Heinrich Ganter
- 1885–1909: Hermann Fischer
- 1909–1919: Friedrich Schön
- 1919–1934: Friedrich Fischer
- 1934–1945: Eberhard Sedelmeyer
- 1945–1953: Leopold Messmer
- 1953–1973: Robert Schrempp
- 1973–2004: Bernhard Everke
- 2004–2013: Thorsten Frei (CDU)
- Din 2014: Erik Pauly (CDU)

## Economia
Economia orașului cuprinde circa 1000 de întreprinderi, din care 24 de mărime medie, având un număr de 2200 de angajați. Cele mai importante ramuri industriale sunt: construcțiile de mașini, producția de semiconductori, confecții metalice, mase și materiale plastice, materiale și componente magnetice pentru industria electronică, vopsele și încălțăminte.

### Transporturi

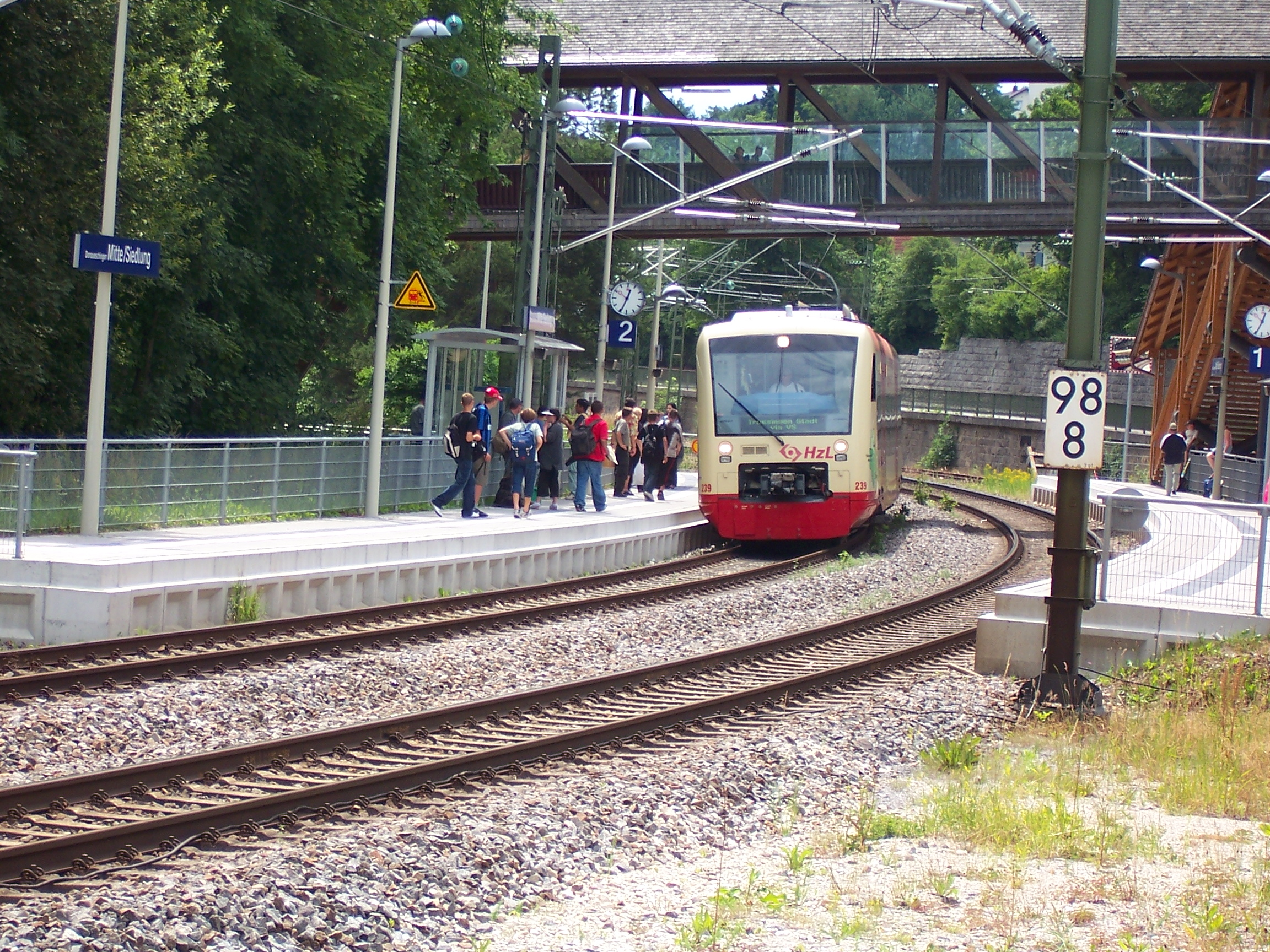
Haltă pe magistrala electrificată Pădurea Neagră

Gara din Donaueschingen este un nod regional de cale ferată; patru magistrale feroviare trec prin oraș.  Magistrala electrificată Pădurea Neagră, care leagă Offenburg de orășelul univeresitar Konstanz. Este punctul de plecare pentru magistrala care leagă Donaueschingen de Freiburg im Breisgau, cale ferată construită de-a lungul văii Höllental și lungă de 74,7 km. Ambele magistrale au porțiuni foarte abrupte, cu un gradient foarte ridicat, datorită terenului accidentat din Munții Pădurea Neagră pe care îl străbat. Donaueschingen este punct de plecare și pentru magistrala Valea Dunării (Donautalbahn), care leagă orașul de Ulm și o altă cale ferată, Bregtalbahn, care face legătura între Donaueschingen și Bräunlingen. Orașul face parte din sistemul public de transport integrat Schwarzwald-Baar.
Orașul este situat pe autostrada A 864, o ramificație a autostrăzii A 81 spre Stuttgart. Trei autostrăzi federale se intersectează în apropiere de Donaueschingen: B 27, de la Stuttgart spre Schaffhausen; B 31, de la Freiburg im Breisgau spre Lindau și B 33 de la Offenburg spre Konstanz.
Pista de biciclete Danube Cycle Trail care începe în Donaueschingen și urmează cursul Dunării, este una dintre cele mai cunoscute și mai lungi piste de biciclete din Europa.

## Cultura

### Festival de muzică contemporană
Donaueschingen adăpostește Festivalul de la Donaueschingen (în germană Donaueschinger Musiktage), de muzică contemporană care, din 1921, se desfășoară în fiecare an în octombrie  și cu ocazia căruia se produc compozitori  și muzicieni de avangadă. Astfel, la 16 octombrie 1955, a avut loc premiera operei Metastasis de Iannis Xenakis, prim opus al compozitorului.
Festivalul din Donaueschingen este unul dintre cele mai vechi festivaluri de muzică contemporană din lume.
Printre compozitorii invitați s-au numărat Paul Hindemith, Arnold Schoenberg, Pierre Boulez, Elliott Carter, John Cage și György Ligeti.
Thomas Mann a imortalizat Donaueschingen în romanul său Doctor Faustus ca fiind centru al muzicii noi în literatură.

### Muzee
- Fürstlich Fürstenbergische Sammlungen: Expoziții ale colecțiilor de artă  ale familiei Fürstenberg.
- Fürstlich Fürstenbergisches Schloss: Palatul prinților de Fürstenberg din Donaueschingen.
- Fastnacht-Museum der Narrenzunft Frohsinn e. V. Donaueschingen.
- Museum Biedermann, în prezent, Muzeul Art.Plus: ocupă clădirea unui vechi cinematograf.

#### Muzeul Art.Plus
Donaueschingen adăpostește și Muzeul Art.Plus (până în 2015 se numea Muzeul Biedermann), un muzeu de artă contemporană, înființat în 1941.

## Educație
Orașul are patru școli secundare, patru școli elementare, asociate celor dintâi și două școli pentru elevi cu nevoi speciale: Heinrich-Feuerstein-Schule și Karl-Wacker-Schule.
Mai există două școli de meserii, un Colegiu Sanitar și un Colegiu Agricol. Academia pentru Educație Continuă și Dezvoltare Personală își are sediul în fostul spital regional.

## Concurs hipic internațional
În fiecare an, în septembrie, un concurs hipic internațional se desfășoară la Donaueschingen.

## Orașe înfrățite
- Kaminoyama, Yamagata (Japonia), din 1995
- Saverne (Frața), din 1964
  - Cu ocazia celei de-a 45-a aniversări a acestei înfrățiri, stemele celor două orașe au fost așezate pe rama TGV POS 4403, la 28 noiembrie 2009.
- Vác (Ungaria), din 1993

## Personalități
- Anselm Kiefer (n.1945), pictor și sculptor german